# Fabiano Ribeiro de Freitas
Fabiano Ribeiro de Freitas oder kurz Fabiano Ribeiro bzw. nur Fabiano (* 29. Februar 1988 in Mundo Novo, Bahia) ist ein brasilianischer Fußballtorwart.

## Karriere
Fabiano Ribeiro begann ab 2003 für die Nachwuchsabteilung vom Rio Branco EC zu spielen. Vier Jahre später wurde er in den Profikader vom FC São Paulo aufgenommen. Von diesem Verein wurde er nur einmal in einer Ligapartie eingesetzt und ansonsten an diverse brasilianische Vereine ausgeliehen.
2011 verließ Fabiano Ribeiro seine Heimat und wechselte zum portugiesischen Verein SC Olhanense. Nachdem er sich hier in einer Saison als Stammtorhüter beweisen konnte, verpflichtete ihn zur neuen Saison der FC Porto. Bei diesem Klub spielte er sowohl für die erste Mannschaft als auch für die als FC Porto B bezeichnete der Zweitmannschaft. 
Zur Saison 2015/16 lieh ihn sein Klub in die türkische Süper Lig zu Fenerbahçe Istanbul aus. Nach der Leihe spielte er dann noch bis zum Ende der Saison 2018/19 noch bei Porto, sein Vertrag wurde danach nicht mehr verlängert. Im Oktober 2019 schloss er sich dann dem zyprischen Klub Omonia Nikosia an.